# Al-Shoalah Club Stadium
Al-Shoalah Club Stadium – wielofunkcyjny stadion w mieście Al-Chardż, w Arabii Saudyjskiej. Obiekt został oddany do użytku w 1985 roku i może pomieścić 8000 widzów. Swoje spotkania rozgrywają na nim piłkarze klubu Al-Shoalah.